# Eilean Arsa
Eilean Arsa är en obebodd ö i Argyll and Bute, Skottland. Ön är belägen 1 km från Craobh Haven.